# Прыжки в воду на летних Олимпийских играх 1952
Соревнования по прыжкам в воду на летних Олимпийских играх 1952 года проводились среди мужчин и женщин.
Американка Пэт Маккормик выиграла свои первые две золотые олимпийские медали (через 4 года она вновь будет сильнейшей на трамплине и на вышке).
Серебро 24-летней Мади Моро на трамплине стало первой в истории олимпийской медалью Франции в прыжках в воду и остаётся единственной (по состоянию на начало Олимпийских игр 2020 года).

## Общий медальный зачёт
| Место | Страна   | Золото | Серебро | Бронза | Всего |
| ----- | -------- | ------ | ------- | ------ | ----- |
| 1     | США      | 4      | 2       | 3      | 9     |
| 2     | Франция  | 0      | 1       | 0      | 1     |
| 2     | Мексика  | 0      | 1       | 0      | 1     |
| 4     | Германия | 0      | 0       | 1      | 1     |

## Медалисты

### Мужчины
| Дисциплина   | Золото             | Серебро                | Бронза               |
| ------------ | ------------------ | ---------------------- | -------------------- |
| Трамплин 3 м | Дэвид Браунинг США | Миллер Андерсон США    | Роберт Клотворти США |
| Вышка        | Сэмми Ли США       | Хоакин Капилья Мексика | Гюнтер Хазе Германия |

### Женщины
| Дисциплина   | Золото            | Серебро                    | Бронза                    |
| ------------ | ----------------- | -------------------------- | ------------------------- |
| Трамплин 3 м | Пэт Маккормик США | Мади Моро Франция          | Зоу Анн Ольсен-Йенсен США |
| Вышка        | Пэт Маккормик США | Паула Джин Майерс-Поуп США | Юнона Стовер-Ирвин США    |